# Csaba Tabajdi

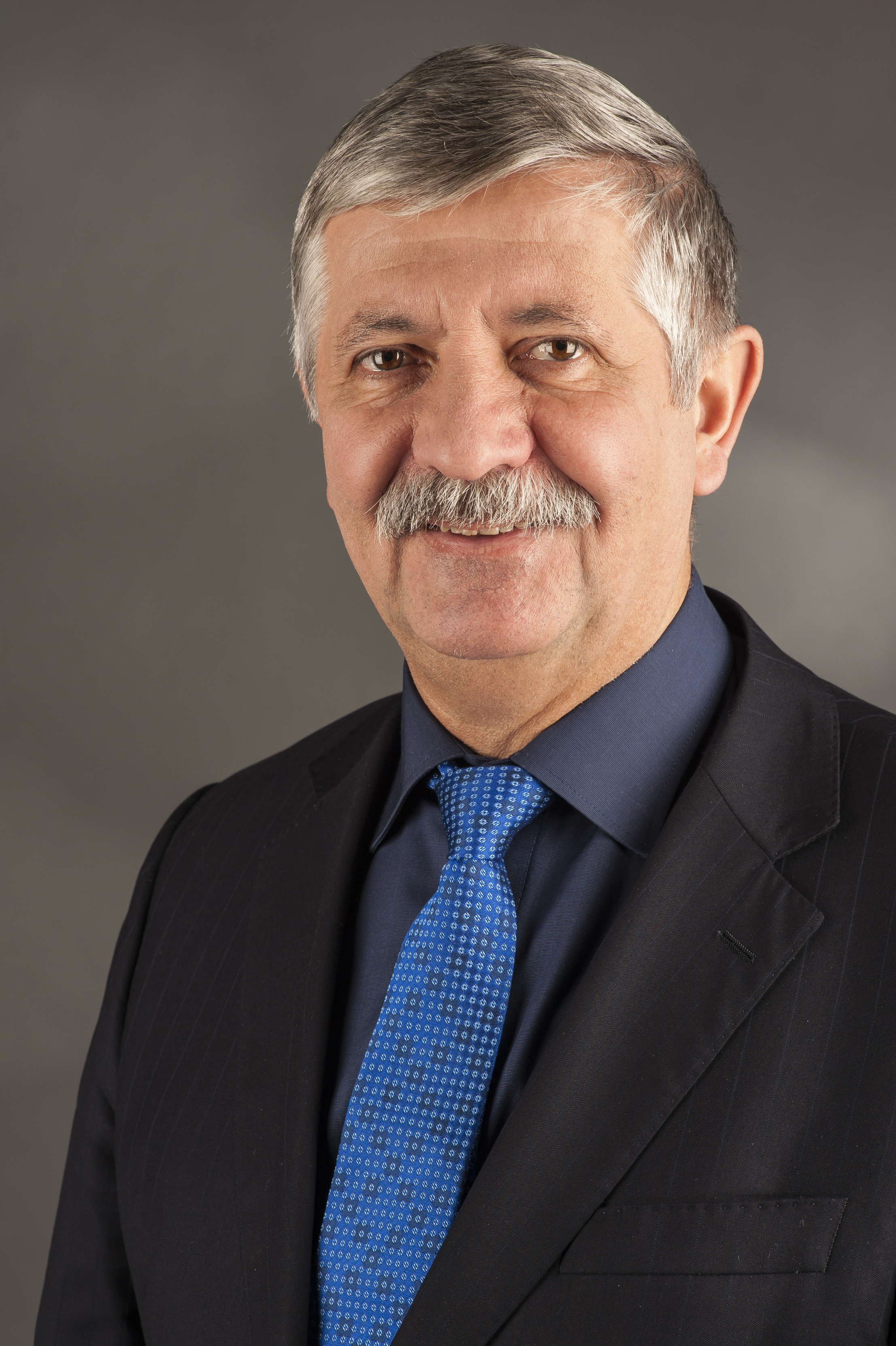
Csaba Tabajdi (2014)

Csaba Sándor Tabajdi (* 26. Juni 1952 in Kiskunfélegyháza) ist ein ungarischer Politiker der Ungarischen Sozialistischen Partei (MSZP).

## Leben
Tabajdi studierte Wirtschaftswissenschaften. Von 1974 bis 1983 war er im Ministerium für auswärtige Angelegenheiten als Diplomat tätig. Von 1975 bis 1981 war er in der ungarischen Botschaft in Moskau Kulturattaché. Seit 2004 ist Tabajdi Abgeordneter im Europäischen Parlament.